# پلیلیو
پلیلیو (به لاتین: Peleliu) یک منطقهٔ مسکونی در پالائو است که در پالائو واقع شده‌است. پلیلیو ۱۳ کیلومتر مربع مساحت و ۴۸۴ نفر جمعیت دارد.